# Magija
Magija är ett album av Jelena Karleuša, släppt 2005 av City Records. Låtarna Slatka mala, Ide maca oko tebe och Ne smem da se zaljubim u tebe blev stora hits.

## Låtlista
1. Slatka mala
2. Magija
3. Nisi u pravo
4. Da te nisam prevarila
5. Ne smem da se zaljubim u tebe
6. Upravo ostavljena
7. Ide maca oko tebe
8. KraÐa
9. Sve je dozvoljeno
10. Moli me